# Tatary (Lublin)
Tatary – lubelska dzielnica mieszkaniowa położona na wschód od Starego Miasta.

## Historia

### Polska przedrozbiorowa
Legenda wiąże nazwę dzielnicy z bitwą Kazimierza Wielkiego z Tatarami i Rusinami stoczoną rzekomo na tym miejscu w 1341. W rzeczywistości wieś wzięła nazwę od osiedlonej tam ludności tatarskiej, co mogło nastąpić w czasach Władysława Jagiełły, wiadomo bowiem, że jego brat stryjeczny, wielki książę litewski Witold, osadzał Tatarów na Litwie. Niewykluczone więc, że i Jagiełło korzystał z takich możliwości, tym bardziej, że znane są darowizny czynione mu przez Witolda z części jeńców tatarskich. Zainteresowany osadnictwem tatarskim król ściągał do Polski grupy tej ludności w celu wykorzystania jej jako czynnika przydatnego w obronie czy kontaktach ze Wschodem. Według XVI-wiecznych przekazów w osiedlu Tatary mieszkali służący zamkowi, a więc ludność o specyficznym statusie prawnym, sytuującym ją w hierarchii społecznej między drobną szlachtą a kmieciami. Taki status był charakterystyczny dla osadników ściąganych przez czynniki państwowe w celu zapewnienia obronności terytorium lub usprawnienia jego obsługi administracyjnej. Na Litwie Tatarzy osiedleni przez Witolda obciążani byli tego typu obowiązkami.
Lubelskie Tatary po raz pierwszy pojawiają się w źródłach historycznych w 1464 roku jako osiedle graniczące z Bronowicami. Najstarsze zapisy o zabudowaniach w tym rejonie dotyczą młyna-papierni zlokalizowanego po zachodniej stronie Bystrzycy (1532) oraz karczmy „Budzyń”, inaczej „czerwonej karczmy”, stojącej na północno-wschodnich rogatkach miasta (1545). W 1660 karczma spłonęła, obiekt był wielokrotnie przebudowywany, w roku 1952 wyremontowany i zaadaptowany na lokale mieszkalne, obecnie posiada szatę z I połowy XIX w. w stylu klasycystycznym.
2 marca 1541 król Zygmunt I nadał lublinianom przywilej pozwalający na użytkowanie kamieniołomów. Dzięki temu osada urosła do rangi przedmieść Lublina. Dzięki więc zasobności ziem na Tatarach miasto miało mury obronne, wieże i domy, a później cement, który zdobył duże znaczenie w budownictwie. W 1786 roku Tatary były wsią królewską w starostwie lubelskim województwa lubelskiego.

### Okres zaborów
Za Królestwa Polskiego istniała gmina Tatary. W 1828 hrabia Adam Ożarowski odkupił na publicznej licytacji od władz Królestwa Polskiego posiadłości wsi Tatary (31 domów, 198 mieszkańców). W 1841 Tatary nabył Emanuel Graf. Postawił on pałacyk mieszczący się przy ulicy Mełgiewskiej. W 1868 nastąpił podział dóbr Tatary na folwark (część północna) i wieś (część południowa).
W latach 1877–1898 miała miejsce budowa linii kolejowej, która znacząco wpływa na zasiedlenie i zagospodarowanie tego terenu. W 1908 w okolicy karczmy „Budzyń” wzniesiono żelbetowy most na Bystrzycy. Osiem lat później Tatary zostały włączone do Lublina. Miasto miało wtedy powierzchnię 26,9 km².

### II Rzeczpospolita i II wojna światowa
W 1924 rozbudowano rzeźnię miejską, która stała się zalążkiem dla całego zespołu obiektów przemysłu mięsnego i spożywczego. Miejski plan zabudowy wschodnich części Lublina z 1932 przewidywał, że Tatary zostaną przekształcone w ośrodek przemysłu ciężkiego. Po II wojnie światowej zrealizowano te plany. W 1938 rozpoczęto budowę na terenie późniejszej FSC hali montażowej samochodów ciężarowych i osobowych.
W 1941 zaadaptowano tzw. domek Grafa na szpital dla rekonwalescentów wojennych, prawdopodobnie niemieckich. W marcu i kwietniu następnego roku miały miejsce odprawy transportów lubelskich Żydów z rampy kolejowej za rzeźnią miejską do obozów śmierci w Bełżcu. W 1944 do domku Grafów wprowadziło się lokalne dowództwo Armii Czerwonej.

### Polska ludowa
Rozpoczęty w roku 1944 6-letni plan odbudowy kraju przewidywał powstanie Fabryki Samochodów Ciężarowych w Lublinie. Dwa lata później folwark Tatary wraz z pałacykiem (domkiem Grafa) przeszedł na własność skarbu państwa na mocy dekretu PKWN. W 1951 utworzono FSC i rozpoczęto budowę pierwszych bloków mieszkalnych. Tatary zostały pierwszym lubelskim osiedlem mieszkaniowym powstałym w okresie Polski ludowej.
Na początku powstające budynki stanowiły własność FS, później stały się obiektami miejskimi. Uciążliwość bliskiego sąsiedztwa licznych składów, zakładów, fabryk i ruchliwej wówczas trasy kolejowej Lublin – Chełm starano się zrekompensować zazielenieniem i bogactwem obiektów tzw. "małej architektury". Obiekty te w późniejszych latach zostały kompletnie zdewastowane. W centrum osiedla znajdowały się ponadto: basen pływacki i amfiteatr. Obiekty zostały wzniesione społeczną pracą mieszkańców osiedla. Zlikwidowane zostały w połowie lat 90.
W 1955 liczba ludności na Tatarach wynosiła 3535 osób, a gęstość zaludnienia – 750 os./km² (1965 – 15,5 tys. i 1500 os./km², 1975 – ok. 15 tys. i ponad). W 1956 FSC rozbudowano do rangi zaplecza metalurgicznego dla całego przemysłu samochodowego w Polsce. W 1969 pracowało tam blisko 10 tys. osób (plan na najbliższe lata zakładał zatrudnienie 20 tys. pracowników).
Ostatni etap rozbudowy osiedla miał miejsce w latach 70. W 1972 wzniesiono osiem wieżowców z wielkiej płyty. W 1977 na Tatarach mieszkało ok. 15 tys. osób, gęstość zaludnienia przekraczała 2000 os./km². W 1989 mieszkało tam 25 tys. osób.

## Urbanistyka
Osiedle składa się z trzech części: północnej, południowej i środkowej. Część północna, zwana inaczej częścią A, jest dziełem projektantów Szymona i Heleny Syrkusów. Część B, południowa, wyszła spod ręki Jerzego Androsiuka, Stanisława Fijałkowskiego i Jerzego Makowieckiego. Środkową część osiedla tworzą budynki w sąsiedztwie Szkoły Podstawowej nr 27 i amfiteatru.
Zachowała się archiwalna dokumentacja techniczna budynków z lat 1960–1970. Osiedle powstawało etapami, kierując się od ulicy Mełgiewskiej do zamykającej dzielnice ulicy Hutniczej. Najstarsza część Tatar, tzw. Tatary „A", leży po nieparzystej stronie ulicy Motorowej. Domy stylem architektonicznym nawiązują do obiektów położonych w zachodniej części Alei Racławickich.
Budynki przy ulicach Kresowej, Montażowej i części Motorowej powstały na przełomie lat 50. i 60., jeszcze nie w technologii „oszczędnościowej”. Natomiast późniejsze bloki (przy ulicach: Gospodarczej, Odlewniczej, Łęczyńskiej, Maszynowej i Hutniczej) charakteryzują się wyjątkowo oszczędnym dysponowaniem powierzchnią użytkową oraz mieszkalną, jak i technologią wykonania (wprowadzono nowy standard pomieszczeń).
Na przełomie lat 60. i 70. wybudowano pawilony handlowo-usługowe przy ul. Hutniczej. W latach 1990–1992 powstał budynek administracji osiedla. Była to ostatnia inwestycja budowlana.

## Administracja

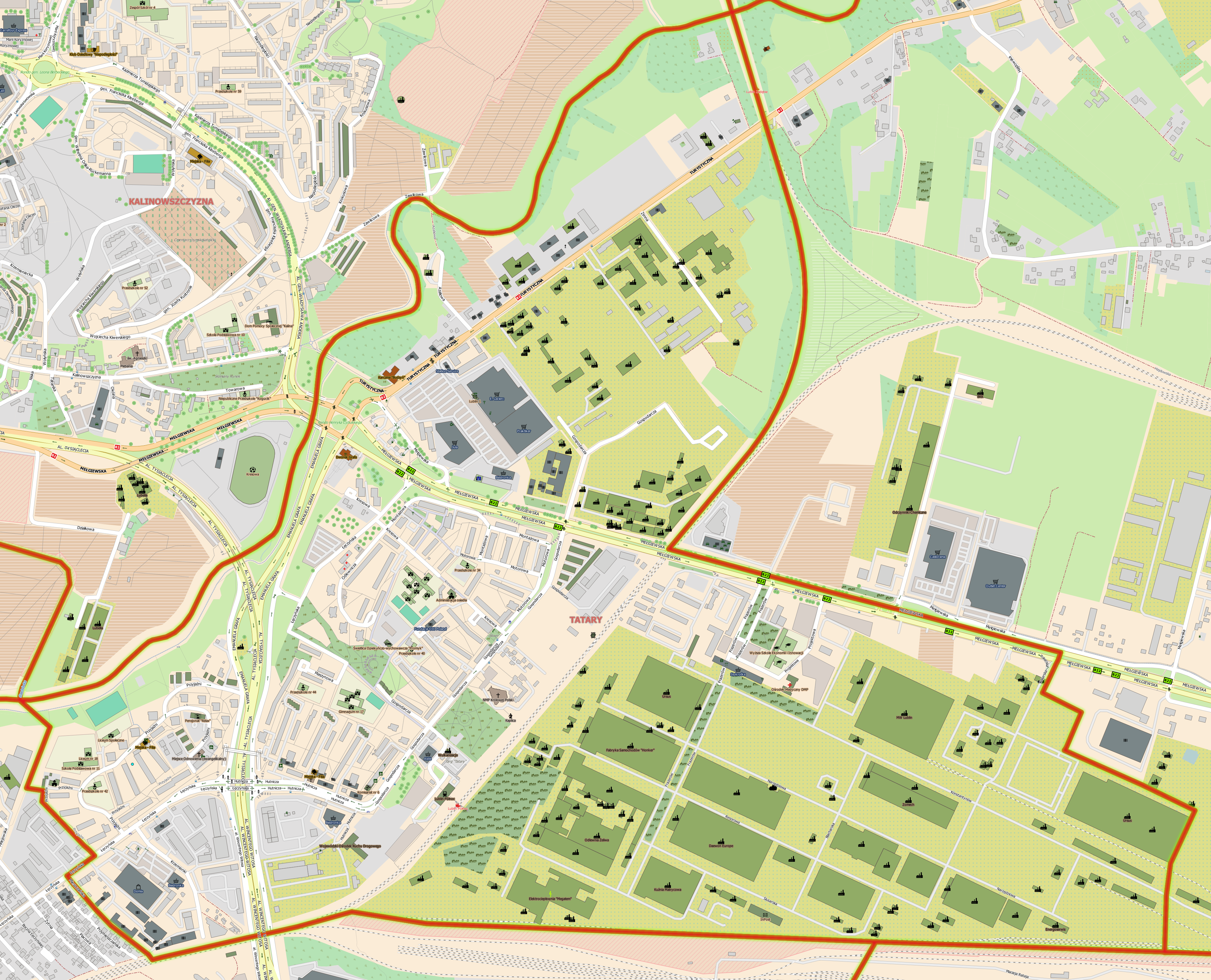
Plan dzielnicy

Granice administracyjne określa statut dzielnicy uchwalony 19 lutego 2009. Granice Tatar tworzą: od północy Bystrzyca, od wschodu tory PKP – ul. Mełgiewska – ul. Mełgiewska w kierunku torów PKP, od południa tory PKP, a od zachodu ul. Mieszczańska – ul. Mieszczańska w kierunku Bystrzycy.
Powierzchnia dzielnicy wynosi 3,03 km². Według stanu na 30 czerwca 2018 na pobyt stały na Tatarach było zarejestrowanych 11 878 osób.